# Alexandromys middendorffii
Alexandromys middendorffii és una espècie de talpó endèmica de Rússia. Habita les zones de tundra embassada del nord de Sibèria, des dels Urals a l'oest fins a la plana del Kolimà a l'est. Evita les zones poblades o afectades pels humans. És una espècie en risc mínim, és a dir, no sembla que hi hagi cap amenaça significativa per a la seva supervivència.